# إرنست مورو
إرنست مورو هو طيار كندي، ولد في 21 يناير 1897 في تاي في كندا، وتوفي في 20 يوليو 1949.